# Epica
För albumet av Kamelot, se Epica (musikalbum).
Epica är en musikgrupp från Nederländerna, bildad 2003. Bandet grundades av gitarristen och sångaren Mark Jansen sedan han lämnat After Forever.

## Historia

### Cry for the Moon(2002–2003)
I början av 2002 lämnade Mark Jansen After Forever sedan oenighet om bandets fortsatta utveckling hade uppstått. Han började leta efter musiker som skulle arbeta mot ett mer klassiskt/symfoniskt musikprojekt; detta kallades till en början "Sahara Dust". I slutet av 2002, lutade valet av sångerska och frontfigur åt Helena Michaelsen (från Trail of Tears), men kort därefter involverades istället den tidigare okända mezzosopranen Simone Simons, som var Jansens flickvän vid den här tiden. Bandets line-up kompletterades med gitarristen Ad Sluijter, trummisen Jeroen Simons, basisten Yves Hutes, och keyboardisten Coen Janssen. Inspirerade av Kamelots album med samma namn, ändrades bandnamnet till just Epica.
Epica satte sedan ihop en kör (som bestod av två män och fyra kvinnor) samt en stråkorkester (tre violiner, två viola, två cello och en kontrabas) för att spela tillsammans med bandet. Medan man fortfarande kallade sig "Sahara Dust", producerades år 2002 en demo med två låtar vid namn Cry for the Moon. Som ett resultat av detta fick man kontrakt hos Transmission Records.

### The Phantom Agony(2003–2004)
Bandets debutalbum, The Phantom Agony, producerades av Sascha Paeth (känd som producent för band som Angra, Rhapsody of Fire och Kamelot) och släpptes i slutet av 2003. En av albumets låtar, Façade of Reality, skrevs med anledning av 11 september-attackerna och inkluderar fragment från tal av Tony Blair.
Albumet följdes av tre singlar: The Phantom Agony, Feint och Cry for the Moon.

### Consign to Oblivion / The Score(2005–2007)

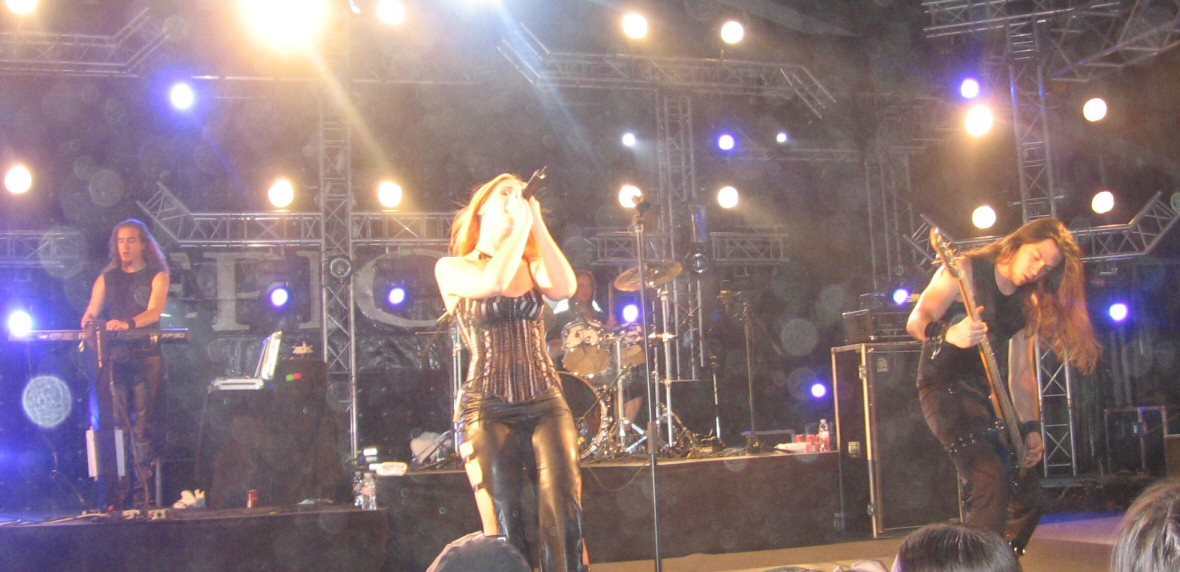
Epica, Tuska Open Air, 2006.

Deras andra skivsläpp, kallat Consign to Oblivion, influerades av Mayakulturen, något som kan märkas i låtarna i A New Age Dawns-serien. A New Age Dawns refererar till Mayafolkets tideräkning som sträcker sig fram till år 2012 för att sedan inte ge några referenser om vad som kommer att hända kommande år. Consign to Oblivion komponerades med filmmusik som bas och som stora inspiratörer uppgavs Hans Zimmer och Danny Elfman. På albumet gästsjunger Roy Khan (från Kamelot) i sången Trois Vierges. Epica följde med Kamelot som stödband på delar av deras turné för att marknadsföra albumet The Black Halo, på vilket Simons bidrar med sång i låten The Haunting (Somewhere In Time).
Två singlar släpptes från detta album, Solitary Ground och Quietus (Silent Reverie).
Epicas helt klassiska album The Score – An Epic Journey släpptes i september 2005 och är soundtrack till den nederländska filmen Joyride men kan också klassas som bandets tredje album. Även om albumet är helt klassiskt beskriver Mark Jansen det som typiskt Epica, "bara utan sången, utan gitarrer, ingen bass och inga trummor".
Under 2005 och 2006 åkte Epica på sin första turné i Nordamerika tillsammans med Kamelot. Efter turnén lämnade trummisen Jeroen Simons bandet eftersom han hade en önskan att ta tillvara andra musikaliska intressen. Under hösten 2006, bidrog Simone återigen med sång till ett Kamelot-album, den här gången i låtarna Blücher och Season's End på albumet Ghost Opera. I december meddelades det på Epicas officiella hemsida att Ariën van Weesenbeek från God Dethroned skulle vara gästtrummis på det nya albumet, dock inte bli en permanent medlem.

### The Divine Conspiracy(2007–2009)
I september 2007 åkte Epica på sin första egna turné genom Nordamerika och släppte sitt tredje album, The Divine Conspiracy, den här gången för ett nytt skivbolag, Nuclear Blast. I december samma år meddelades att Ariën van Weesenbeek skulle bli Epicas nya, permanenta trummis. Bandet åkte på turné i Nordamerika igen i april 2008 tillsammans med Into Eternity och Symphony X, den här gången med Amanda Somerville som sångerska då Simone hade drabbats av en stafylokockinfektion (MRSA).
Den första singeln från albumet släpptes den 10 augusti 2007 och gavs namnet Never Enough.
Den andra singeln Chasing the Dragon, släpptes 2008 utan tillhörande musikvideo.
Den 16 december 2008 lämnade Ad Sluijter bandet. Han meddelade på sin Myspace-sida att hans anledning att lämna bandet bland annat var frustration över att inte kunna hänge sig åt att komponera musik på grund av deadlines. I januari 2009 meddelades att Ads efterföljare på gitarr skulle bli Isaac Delahaye, sedan tidigare känd från God Dethroned.
I maj samma år spelade Epica in sitt första livealbum, kallat The Classcal Conspiracy. Liveshowen inkluderade en orkester på 40 personer och en kör med 30 deltagare. Albumet släpptes i den 8 maj 2009 genom Nuclear Blast Records.

### Design Your Universe(2009–2012)
Den 4 mars 2009 meddelade Epica att man skulle återvända till studion för att börja inspelningsprocessen till ett nytt album. I april 2009 avslöjades att det nya albumet skulle heta Design Your Universe. Man lät också meddela att A New Age Dawns-serien skulle fortsätta som hade börjat på Consign to Oblivion. Albumet släpptes den 16 oktober 2009. För att marknadsföra släppet, uppträdde man i Amsterdam på Paradiso den 10 oktober 2009. Albumet blev det första för den nya gitarristen Isaac Delahaye. Skivan innehåller även ett gästframträdande från Tony Kakko, sångare i Sonata Arctica i låten White Waters. Albumet debuterade som nummer 8 på nederländska topplistor. På nyårsafton 2009 meddelades genom Epicas hemsida att en ny singel skulle släppas, låten skulle kallas This is the Time och all inkomst skulle gå till Världsnaturfonden.

### Requiem for the Indifferent, ny basist,Retrospectoch Simons graviditet (2012– )
Requiem for the Indifferent, släppt den 9 mars 2012, blev Epicas femte och senaste album. Efter att albumet blev färdigt lämnade basisten Yves Huts bandet och ersattes av Rob van der Loo (tidigare Delain, MaYaN).
I september 2012 deltog Epica i det nederländska TV-programmet Niks te geek (övers. "Inget är för galet"), där folk med förståndshandikapp kan få en önskning uppfylld. I detta avsnitt spelade de, tillsammans med den milt autistiske Ruurd Woltring, in en av hans egna låtar, "Forevermore". Låten släpptes som singel genom Nuclear Blast den 25 september 2012, och är den första inspelningen Epica har gjort med Rob van der Loo. 
För att fira sitt tioårsjubileum ordnade Epica en konsert som de kallade för Retrospect. De framträdde den 23 mars 2013 med en 70 medlemmar stor orkester, en kör, akrobater, specialeffekter och gästframträdanden från Floor Jansen (tidigare After Forever, ReVamp) och Epicas tidigare medlemmar Ad Sluijter, Jeroen Simons och Yves Huts.
I april 2013 gick bandet ut med att Simone Simons väntar sitt första barn tillsammans med Kamelots keyboardist Oliver Palotai, som turnerade med Epica i Nordamerika 2010 medan Coen Janssens första barn föddes. Bandet avbröt sina liveaktiviteter efter juni 2013, och Coen Janssen kommer att ersätta Palotai under Kamelots turné i Nordamerika som sammanfaller med barnets födelse.

## Stil

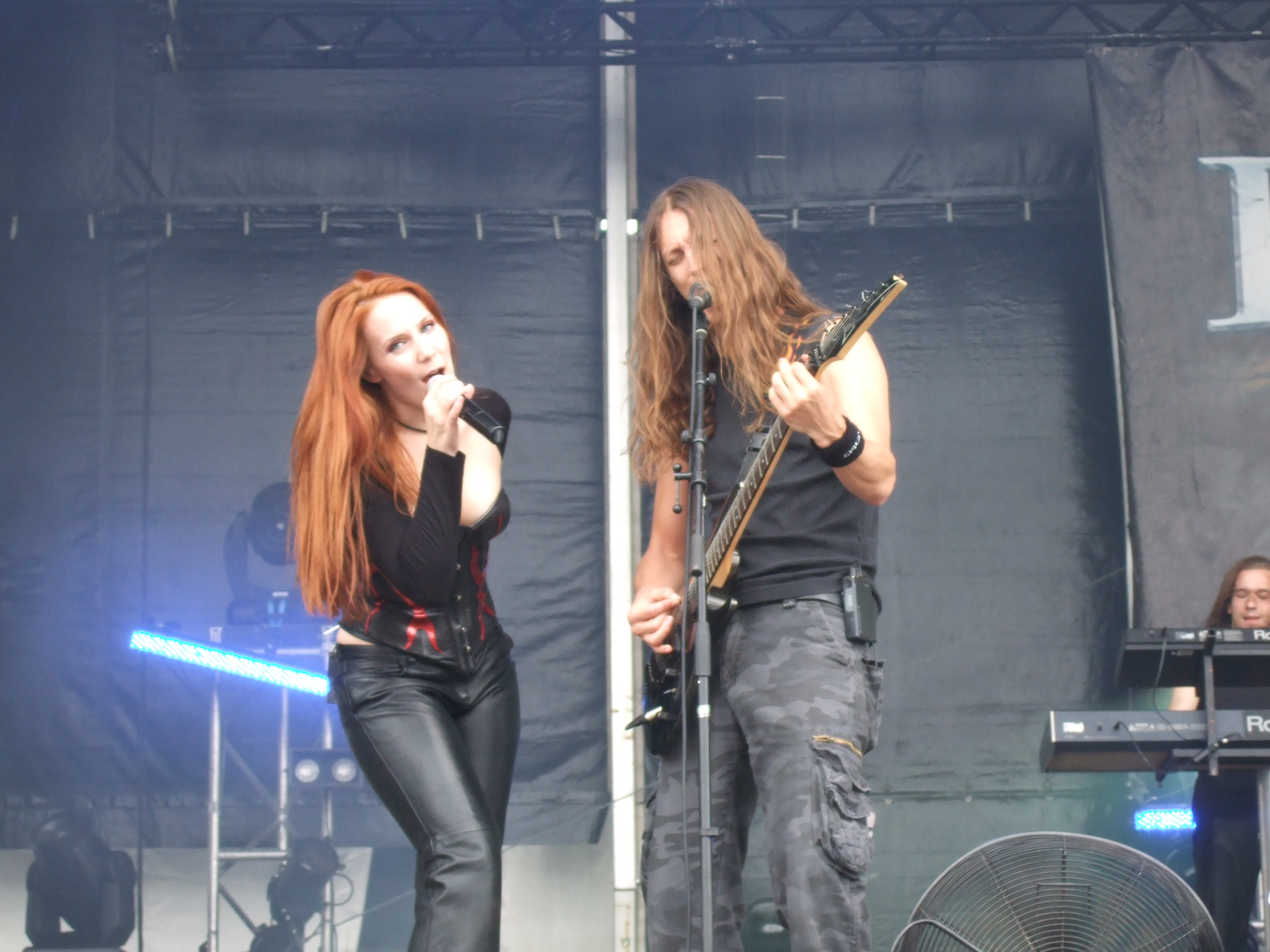
Kontrasten mellan Simone Simons operainspirerade sång och Mark Jansens grunt (sång) är en viktig del av Epicas musik.

Epica blandar Progressive metal, gothic metal och symphonic metal. En annan komponent av Epicas stil är power metal, den tidigare gitarristen Ad Sluijter beskrev bandet som "en bro mellan power metal och gothic metal". Sångerskan, Simone Simons föredrar att bandet klassificeras som symphonic metal medan bandets grundare Mark Jansen påpekar att man egentligen inte har något emot att klassificeras som gothic metal.
Epicas musik kan karaktäriseras som aggressiv, bombastisk och flödande. Vissa låtar kan betraktas som "episka, grandiosa och majestätiska" medan andra är "mer underkuvande och inåtvända". Bandet är också känt för sina progressiva tendenser medan samtidigt en gotisk atmosfär och en sentimentalitet också är närvarande i deras musik.
Epica använder ett "varumärke för många symphonic- och gothic metal-band" genom att kontrastera de "två extremerna, death grunts och brutalitet å ena sidan, luftig kvinnliga melodiös å den andra". Eduardo Rivadavia på Allmusic noterar att bandets "attraktion när allt kommer om kring hänger på upptäckandet av den soniska kontrasten mellan ljus och mörker; den straffande intensiteten av de elefantlika gitarriffen och det hyperaktiva trummandet ställt emot den svävande, skiktade sötman av de orkestrerade stränginstrumenten och keyboardljuden" Simone Simons levererar operamässig sång i Mezzosopranspannet även om hon också är känd för att ibland sjunga "med en klar altröst som har en felfri ton och en massa känsla". Mark Jansen levererar death growl "som är sekundär i jämförelse med Simons sång, men väldigt viktig för balans och variation". Gruppen är även känd för att förutom körer och orkestrar även använda sig av ytterligare utsmyckningar såsom spoken word och sångtexter på latin och arabiska.

## Medlemmar
Nuvarande medlemmar
- Simone Simons – sång (2003 – )
- Mark Jansen – kompgitarr, grunt (sång), skrik, orkestrering (2003 – )
- Coen Janssen – keyboard (2003 – )
- Ariën van der Weessenbeek – trummor, grunt (sång), spoken word (2007 – )
- Isaac Delahaye – sologitarr, grunt (sång) (2009 – )
- Rob van der Loo – basgitarr (2012 – )

Tidigare medlemmar
- Jeroen Simons – trummor (2003 – 2006)
- Ad Sluijter – gitarr (2003 – 2008)
- Yves Huts – basgitarr (2003 – 2012)

Turnerande medlemmar
- Dennis Leeflang – trummor (2004–?)
- Koen Herfst – trummor (2007)
- Amanda Somerville – sång (2008, Nordamerikanska turnén)
- Oliver Palotai – keyboard (2010, Nordamerikanska turnén 2010[28], 2011)
- Ruben Wijga – keyboard (2015)

Bidragande musiker (studio)
- Amanda Somerville – sång (2008, bakgrundssång på The Phantom Agony, Consign to Oblivion, The Divine Conspiracy, och Design Your Universe)

## Diskografi

### Demo
- 2002: Cry for the Moon

### Studioalbum
- 2003: The Phantom Agony
- 2005: Consign to Oblivion
- 2005: The Score - An Epic Journey (soundtrack från filmen "Joyride")
- 2007: The Divine Conspiracy
- 2009: Design Your Universe
- 2012: Requiem for the Indifferent
- 2014: The Quantum Enigma
- 2016: The Holographic Principle

### Livealbum
- 2004: We Will Take You with Us
- 2009: The Classical Conspiracy - Live in Miskolc, Hungary
- 2009: Live at Wacken

### EP
- 2009: Epica & Jägermeister Memory stick
- 2017: The Solace System
- 2017: Epica vs Attack on Titan Songs
- 2019: The Acoustic Universe

### Singlar
- 2003: "The Phantom Agony"
- 2004: "Feint"
- 2004: "Cry for the Moon"
- 2005: "Solitary Ground"
- 2005: "Quietus (Silent Reverie)"
- 2007: "Never Enough"
- 2008: "Chasing the Dragon"
- 2009: "Unleashed"[29]
- 2010: "This Is the Time"[13]
- 2012: "Storm the Sorrow"
- 2012: "Forevermore"
- 2014: "The Essence of Silence"
- 2014: "Unchain Utopia"
- 2015: "Live at the AB"
- 2016: "Universal Death Squad"
- 2016: "Edge of the Blade"
- 2017: "The Solace System"
- 2018: "Beyond the Matrix: The Battle"
- 2019: "Kingdom of Heaven"

### Samlingsalbum
- 2006: The Road to Paradiso
- 2013: Best Of

### DVD
- 2004: We Will Take You With Us
- 2013: Retrospect (2blu-rays)

### Musikvideo
- 2003: The Phantom Agony
- 2004: Feint
- 2005: Solitary Ground
- 2005: Quietus
- 2007: Never Enough
- 2009: Unleashed